# Narraga danubialis
Narraga danubialis là một loài bướm đêm trong họ Geometridae.